# Neotamias speciosus
Neotamias speciosus es una especie de roedor de la familia Sciuridae.

## Distribución geográfica
Se encuentra en los Estados Unidos, en California a una altitud de 1.500 a 3.000 m.